# 제신타 캠벨
제신타 캠벨(Jesinta Campbell, 1991년 8월 12일 ~ )은 오스트레일리아의 미인 대회 우승자, 배우, 모델, 사회자이다. 2010년 미스 오스트레일리아 우승자이며 미스 유니버스 2010에서 오스트레일리아 대표로 참가했다.